# Liga Moçambicana de Basquetebol
La Liga Moçambicana de Basquetebol (LMB), conosciuta anche come Liga Mozal per ragioni di sponsorizzazione, è la massima lega di pallacanestro del Mozambico. Fondata nel 1960, la lega è composta solitamente da otto squadre. I vincitori della competizione ottengono il diritto di partecipare ai tornei di qualificazione per la Basketball Africa League (BAL).
Il Maxaquene è la squadra di maggior successo nella storia della lega, con 18 titoli. Negli ultimi anni, il campionato è stato dominato dal Ferroviário da Beira e dal Ferroviário de Maputo, con una di queste due squadre vincitrice di tutti i campionati tra il 2011 e il 2022.

## Squadre attuali
L'elenco delle 8 squadre che hanno partecipato all'edizione 2024
| Squadra               | Città     |
| --------------------- | --------- |
| C.D. Maxaquene        | Maputo    |
| Costa do Sol          | Maputo    |
| Ferr. Beira           | Beira     |
| Ferr. Maputo          | Maputo    |
| A Politecnica Maputo  | Maputo    |
| New Vision de Pemba   | Pemba     |
| Sporting de Quelimane | Quelimane |
| Ferr. Nampula         | Nampula   |

## Albo d'oro

### Epoca Coloniale
| Anno | Campione                           | Secondo posto                    | Terzo posto | Note. |
| ---- | ---------------------------------- | -------------------------------- | ----------- | ----- |
| 1960 | Desportivo de Lourenço Marques     | Sporting da Beira                | –           | [ 2 ] |
| 1961 | Desportivo de Lourenço Marques (2) | Ferr. Beira                      |             | [ 2 ] |
| 1962 | Ferr. Lourenço Marques             | Atletico da Beira                |             | [ 2 ] |
| 1963 | Desportivo de Lourenço Marques (3) |                                  |             | [ 2 ] |
| 1964 | Desportivo de Lourenço Marques (4) |                                  |             | [ 2 ] |
| 1965 | Sporting Lourenço Marques          |                                  |             | [ 2 ] |
| 1966 | Sporting Lourenço Marques (2)      | Ferr. Lourenço Marques           |             | [ 2 ] |
| 1967 | Sporting Lourenço Marques (3)      |                                  |             | [ 2 ] |
| 1968 | Desportivo de Lourenço Marques (5) |                                  |             | [ 2 ] |
| 1969 | Desportivo de Lourenço Marques (6) |                                  |             | [ 2 ] |
| 1970 | Sporting Lourenço Marques (4)      |                                  |             |       |
| 1971 | Sporting Lourenço Marques (5)      |                                  |             |       |
| 1972 | Sporting Lourenço Marques (6)      |                                  |             |       |
| 1973 | Sporting Lourenço Marques (7)      |                                  |             |       |
| 1974 | Sporting Lourenço Marques (8)      | Malhangalene de Lourenço Marques |             |       |
| 1975 | Ferr. Lourenço Marques (2)         |                                  |             |       |

### Liga Moçambicana de Basquetebol
| Anno | Campione                                         | Secondo posto                                    | Terzo posto                                      | Note.                                            |
| ---- | ------------------------------------------------ | ------------------------------------------------ | ------------------------------------------------ | ------------------------------------------------ |
| 1975 | Ferr. Lourenço Marques (3)                       |                                                  |                                                  | [ 2 ]                                            |
| 1977 | Desportivo Maputo (7)                            | Sporting da Beira                                | Sporting Maputo                                  | [ 2 ]                                            |
| 1978 | Desportivo Maputo (8)                            | C.D. Maxaquene                                   | Têxtil do Punguè Beira                           | [ 2 ]                                            |
| 1979 | C.D. Maxaquene (9)                               | Desportivo Maputo                                |                                                  | [ 2 ]                                            |
| 1980 | Desportivo Maputo (9)                            | C.D. Maxaquene                                   |                                                  | [ 2 ]                                            |
| 1981 | C.D. Maxaquene (10)                              |                                                  |                                                  | [ 2 ]                                            |
| 1982 | Desportivo Maputo (10)                           |                                                  |                                                  | [ 2 ]                                            |
| 1983 | C.D. Maxaquene (11)                              |                                                  |                                                  | [ 2 ]                                            |
| 1984 | C.D. Maxaquene (12)                              |                                                  |                                                  | [ 2 ]                                            |
| 1985 | Non disputato                                    | Non disputato                                    | Non disputato                                    | Non disputato                                    |
| 1986 | C.D. Maxaquene (13)                              |                                                  |                                                  | [ 2 ]                                            |
| 1987 | C.D. Maxaquene (14)                              |                                                  |                                                  | [ 2 ]                                            |
| 1988 | C.D. Maxaquene (15)                              |                                                  |                                                  | [ 2 ]                                            |
| 1989 | C.D. Maxaquene (16)                              |                                                  |                                                  | [ 2 ]                                            |
| 1990 | Desportivo Maputo (11)                           |                                                  |                                                  | [ 2 ]                                            |
| 1991 | C.D. Maxaquene (17)                              |                                                  |                                                  | [ 2 ]                                            |
| 1992 | C.D. Maxaquene (18)                              |                                                  |                                                  | [ 2 ]                                            |
| 1993 | C.D. Maxaquene (19)                              |                                                  |                                                  | [ 2 ]                                            |
| 1994 | Conseng Maputo                                   |                                                  |                                                  | [ 2 ]                                            |
| 1995 | C.D. Maxaquene (20)                              |                                                  |                                                  | [ 2 ]                                            |
| 1996 | Conseng Maputo (2)                               |                                                  |                                                  | [ 2 ]                                            |
| 1997 | C.D. Maxaquene (21)                              |                                                  |                                                  | [ 2 ]                                            |
| 1998 | Académica Maputo                                 |                                                  |                                                  | [ 2 ]                                            |
| 1999 | C.D. Maxaquene (22)                              |                                                  |                                                  | [ 2 ]                                            |
| 2000 | C.D. Maxaquene (23)                              |                                                  |                                                  | [ 2 ]                                            |
| 2001 | Costa do Sol                                     | Académica Maputo                                 | –                                                | [ 2 ]                                            |
| 2002 | Desportivo Maputo (12)                           | Académica Maputo                                 | C.D. Maxaquene                                   | [ 2 ]                                            |
| 2003 | Desportivo Maputo (13)                           | Ferr. Beira                                      | C.D. Maxaquene                                   | [ 2 ]                                            |
| 2004 | C.D. Maxaquene (24)                              | Ferr. Maputo                                     | Desportivo Maputo                                | [ 2 ]                                            |
| 2005 | Ferr. Maputo (4)                                 | C.D. Maxaquene                                   | Académica Maputo                                 | [ 2 ]                                            |
| 2006 | Ferr. Maputo (5)                                 | C.D. Maxaquene                                   | Ferr. Beira                                      | [ 2 ]                                            |
| 2007 | Ferr. Maputo (6)                                 | Ferr. Beira                                      | C.D. Maxaquene                                   | [ 2 ]                                            |
| 2008 | Ferr. Maputo (7)                                 | C.D. Maxaquene                                   | Costa do Sol                                     | [ 3 ]                                            |
| 2009 | C.D. Maxaquene (25)                              | Ferr. Beira                                      | Ferr. Maputo                                     | [ 4 ]                                            |
| 2010 | C.D. Maxaquene (26)                              | Desportivo Maputo                                | –                                                | [ 5 ]                                            |
| 2011 | Ferr. Maputo (8)                                 | Desportivo Maputo                                | C.D. Maxaquene                                   | [ 6 ]                                            |
| 2012 | Ferr. Beira                                      | C.D. Maxaquene                                   | –                                                | [ 7 ]                                            |
| 2013 | Ferr. Beira (2)                                  | Ferr. Maputo                                     | Desportivo Maputo                                | [ 8 ]                                            |
| 2014 | Ferr. Beira (3)                                  | Ferr. Maputo                                     | Desportivo Maputo                                | [ 9 ]                                            |
| 2015 | Desportivo Maputo (14)                           | Ferr. Maputo                                     | Costa do Sol                                     | [ 10 ]                                           |
| 2016 | Ferr. Maputo (8)                                 | Ferr. Beira                                      | A Politecnica Maputo                             | [ 11 ]                                           |
| 2017 | Ferr. Maputo (9)                                 | Ferr. Beira                                      | Costa do Sol                                     | [ 12 ]                                           |
| 2018 | Ferr. Maputo (10)                                | Ferr. Beira                                      | A Politecnica Maputo                             | [ 12 ]                                           |
| 2019 | Ferr. Maputo (11)                                | Costa do Sol                                     | Ferr. Beira                                      | [ 13 ]                                           |
| 2020 | Non disputato a causa della Pandemia da COVID-19 | Non disputato a causa della Pandemia da COVID-19 | Non disputato a causa della Pandemia da COVID-19 | Non disputato a causa della Pandemia da COVID-19 |
| 2021 | Ferr. Beira (4)                                  | Ferr. Maputo                                     | Costa do Sol                                     | [ 14 ] [ 15 ]                                    |
| 2022 | Ferr. Beira (5)                                  | Ferr. Maputo                                     | Costa do Sol                                     | [ 16 ] [ 17 ]                                    |
| 2023 | Costa do Sol (2)                                 | Ferr. Maputo                                     | Ferr. Beira                                      | [ 18 ]                                           |
| 2024 | Ferr. Beira (6)                                  | Costa do Sol                                     |                                                  |                                                  |

### Titoli per club
| Squadra                | Titoli | Secondo posto | Terzo posto | Ultimo titolo |
| ---------------------- | ------ | ------------- | ----------- | ------------- |
| C.D. Maxaquene         | 26     | 6             | 4           | 2010          |
| Desportivo Maputo      | 13     | 3             | 3           | 2003          |
| Ferr. Maputo           | 11     | 6             | 1           | 2019          |
| Ferr. Beira            | 6      | 7             | 2           | 2024          |
| Conseng Maputo         | 2      | 0             | 0           | 1996          |
| Costa do Sol           | 2      | 1             | 4           | 2023          |
| Académica Maputo       | 1      | 2             | 0           | 1998          |
| Sporting da Beira      | 0      | 2             | 0           | –             |
| Malhangalene           | 0      | 1             | 0           | –             |
| Atletico da Beira      | 0      | 1             | 0           | –             |
| A Politecnica Maputo   | 0      | 0             | 2           | –             |
| Sporting de Maputo     | 0      | 0             | 1           | –             |
| Têxtil do Punguè Beira | 0      | 0             | 1           | –             |